# Детектор банкнот
Дете́ктори банкно́т - пристрої, призначені для оперативної перевірки дійсності грошових знаків.
У режимі прийому готівки найважливішою функцією є визначення справжності банкнот. Вона може здійснюватися автоматичними детекторами і візуальними (переглядовими) детекторами.

## Автоматичні детектори
Автоматичні детектори за допомогою роликового механізму «підхоплюють» купюри, вставлені оператором в прийомний отвір, і проводять їх через ряд датчиків. Такі пристрої також називають банкнотоприймач. На сьогодні найнадійнішими детекторами банкнот є автоматичні детектори, які пройшли перевірку і мають офіційне підтвердження рівня захисту. Детектори бувають моновалютні, які працюють з одним видом валюти, або мультивалютні. Одним з важливих переваг детекторів нового покоління є їх висока ступінь перевірки, а також зручність роботи, оскільки подача банкнот здійснюється будь-якою стороною.
Найпростіший варіант автоматичного детектора має всього два світлодіоди: зелений, який спалахує при позитивному результаті перевірки, і червоний, що попереджає про можливу підробку.
Більш складні автоматичні детектори можуть доповнюватися такими пристроями:
- рідкокристалічним дисплеєм з підсвічуванням і сенсорною панеллю управління;
- багатоелементним датчиком магнітного поля, що дозволяє зчитувати магнітну карту банкноти;
- оптичними датчиками, які контролюють карту водяних знаків, оптичний образ банкноти, оптичну щільність паперу,
- оптичними датчиками, що працюють в ІЧ-діапазоні спектра, які зчитують ІЧ-карту банкноти - малюнок, виконаний ІЧ-метамерними фарбами;
- оптико-механічним датчиком розміру, що вимірює довжину банкноти, що перевіряється.

Такі детектори призначені для банків та інших установ з великими оборотами готівки.

## Переглядові детектори
На відміну від автоматичних детекторів, які тестують головним чином машинозчитувані ознаки захисту купюр, переглядові детектори призначені для візуального контролю. Оператор, що працює на переглядовому детекторі, сам визначає, чи є перевірена банкнота справжньою. Правильність такого рішення істотно залежить як від конструктивних особливостей приладу, так і від кваліфікації і досвіду оператора.
Візуальні детектори за характером визначення захисних ознак поділяються на ультрафіолетові (УФ), інфрачервоні (ІЧ), комбіновані (УФ-ІЧ).
Ультрафіолетові детектори найзатребуваніші. Стандартний УФ-детектор дає можливість виявити мітки, які світяться при ультрафіолетовому освітленні. Більш просунуті моделі мають додаткові (опціональні) можливості: нижній біле світло (для перевірки водяних знаків), верхнє біле світло. (Допомагає розглянути купюру або перевірити її розмір за допомогою спеціальних міток на робочому столі детектора), лупа (може мати збільшення до 10-кратного).
Інфрачервоні детектори виявляють наявність інфрачервоних міток, нанесених спеціальними метамерними фарбами. Вважається, що підробка ІЧ-міток досить трудомістка і дорога, тому захист банкнот саме таким чином - одна з найнадійніших.
Універсальні детектори складаються з різних комбінацій збільшувальних луп, джерел білого і УФ-освітлення, а також більш складних приладів - візуалізаторів захисних міток, маніпуляторів на зразок комп'ютерної миші і т. ін. Для їх ефективного використання оператор повинен володіти певним досвідом і до того ж мати під рукою довідково-методичну літературу. Найбільш просунуті візуальні детектори мають відповідний інтерфейс для підключення до комп'ютера і спеціальне програмне забезпечення, що дозволяє здійснювати цифрову обробку зображень, виконувати різні перетворення графічних даних (накладення і віднімання елементів зображень, суміщення різних фрагментів тощо), проводити різні виміри (відстані між точками, кути, довжину кривої і т. д.), робити роздруківки необхідної інформації, створювати власні бази даних.
Для обробки готівки в центральних банках та інших організаціях з дуже великим оборотом готівки розроблені високопродуктивні системи. Ці системи контролюють як видимі, так і машинозчитувані ознаки банкнот зі швидкостями до 40 банкнот в секунду. Вони ж можуть застосовуватися як високопродуктивні автоматичні детектори в касових підрозділах центральних та регіональних банків. Для інших підприємств, що мають справу з великими масами готівки, розроблені аналогічні менш потужні по продуктивності моделі.